# Yser
Yser är ett vattendrag i Belgien. Det ligger i den västra delen av landet, 120 km väster om huvudstaden Bryssel.
Runt Yser är det tätbefolkat, med 266 invånare per kvadratkilometer.